# Fahad Bayo
Fahad Bayo (Lugazi, 10 ottobre 1998) è un calciatore ugandese, attaccante del Vyškov e della nazionale ugandese.

## Statistiche

### Cronologia presenze e reti in nazionale
| Cronologia completa delle presenze e delle reti in nazionale ― Uganda | Cronologia completa delle presenze e delle reti in nazionale ― Uganda | Cronologia completa delle presenze e delle reti in nazionale ― Uganda | Cronologia completa delle presenze e delle reti in nazionale ― Uganda | Cronologia completa delle presenze e delle reti in nazionale ― Uganda | Cronologia completa delle presenze e delle reti in nazionale ― Uganda | Cronologia completa delle presenze e delle reti in nazionale ― Uganda | Cronologia completa delle presenze e delle reti in nazionale ― Uganda |
| Data                                                                  | Città                                                                 | In casa                                                               | Risultato                                                             | Ospiti                                                                | Competizione                                                          | Reti                                                                  | Note                                                                  |
| --------------------------------------------------------------------- | --------------------------------------------------------------------- | --------------------------------------------------------------------- | --------------------------------------------------------------------- | --------------------------------------------------------------------- | --------------------------------------------------------------------- | --------------------------------------------------------------------- | --------------------------------------------------------------------- |
| 24-3-2018                                                             | Kampala                                                               | Uganda                                                                | 3 – 1                                                                 | São Tomé e Príncipe                                                   | Amichevole                                                            | -                                                                     | 80’                                                                   |
| 27-3-2018                                                             | Kampala                                                               | Uganda                                                                | 0 – 0                                                                 | Malawi                                                                | Amichevole                                                            | -                                                                     | 90’                                                                   |
| 21-9-2019                                                             | Bujumbura                                                             | Burundi                                                               | 0 – 3                                                                 | Uganda                                                                | Qual. CHAN 2020                                                       | -                                                                     |                                                                       |
| 19-10-2019                                                            | Kampala                                                               | Uganda                                                                | 3 – 0                                                                 | Burundi                                                               | Qual. CHAN 2020                                                       | 1                                                                     |                                                                       |
| 17-11-2019                                                            | Kampala                                                               | Uganda                                                                | 2 – 0                                                                 | Malawi                                                                | Qual. Coppa d'Africa 2021                                             | 1                                                                     |                                                                       |
| 7-12-2019                                                             | Kampala                                                               | Uganda                                                                | 2 – 0                                                                 | Burundi                                                               | Coppa CECAFA 2019 - 1º turno                                          | 1                                                                     |                                                                       |
| 9-12-2019                                                             | Kampala                                                               | Uganda                                                                | 2 – 0                                                                 | Somalia                                                               | Coppa CECAFA 2019 - 1º turno                                          | -                                                                     |                                                                       |
| 12-12-2019                                                            | Kampala                                                               | Uganda                                                                | 2 – 0                                                                 | Tanzania                                                              | Coppa CECAFA 2019 - Semifinale                                        | 1                                                                     |                                                                       |
| 17-12-2019                                                            | Kampala                                                               | Uganda                                                                | 3 – 0                                                                 | Eritrea                                                               | Coppa CECAFA 2019 - Finale                                            | -                                                                     |                                                                       |
| 16-11-2020                                                            | Nairobi                                                               | Sudan del Sud                                                         | 1 – 0                                                                 | Uganda                                                                | Qual. Coppa d'Africa 2021                                             | -                                                                     |                                                                       |
| 24-3-2021                                                             | Kitende                                                               | Uganda                                                                | 0 – 0                                                                 | Burkina Faso                                                          | Qual. Coppa d'Africa 2021                                             | -                                                                     | 56’                                                                   |
| 7-10-2021                                                             | Kigali                                                                | Ruanda                                                                | 0 – 1                                                                 | Uganda                                                                | Qual. Mondiali 2022                                                   | 1                                                                     | 74’                                                                   |
| 10-10-2021                                                            | Kampala                                                               | Uganda                                                                | 1 – 0                                                                 | Ruanda                                                                | Qual. Mondiali 2022                                                   | 1                                                                     | 79’                                                                   |
| 11-11-2021                                                            | Southampton                                                           | Uganda                                                                | 1 – 1                                                                 | Kenya                                                                 | Qual. Mondiali 2022                                                   | 1                                                                     |                                                                       |
| 14-11-2021                                                            | Agadir                                                                | Mali                                                                  | 1 – 0                                                                 | Uganda                                                                | Qual. Mondiali 2022                                                   | -                                                                     |                                                                       |
| 25-3-2022                                                             | Namangan                                                              | Uganda                                                                | 1 – 1 (5 – 4 dtr)                                                     | Tagikistan                                                            | Amichevole                                                            | -                                                                     | 60’                                                                   |
| 29-3-2022                                                             | Namangan                                                              | Uganda                                                                | 2 – 4                                                                 | Uzbekistan                                                            | Amichevole                                                            | -                                                                     | 46’                                                                   |
| 8-6-2022                                                              | Entebbe                                                               | Uganda                                                                | 1 – 1                                                                 | Niger                                                                 | Qual. Coppa d'Africa 2023                                             | -                                                                     | 67’ 74’                                                               |
| 24-3-2023                                                             | Ismailia                                                              | Uganda                                                                | 0 – 1                                                                 | Tanzania                                                              | Qual. Coppa d'Africa 2023                                             | -                                                                     | 45’                                                                   |
| 28-3-2023                                                             | Dar es Salaam                                                         | Tanzania                                                              | 0 – 1                                                                 | Uganda                                                                | Qual. Coppa d'Africa 2023                                             | -                                                                     | 63’                                                                   |
| 14-6-2023                                                             | Douala                                                                | RD del Congo                                                          | 1 – 0                                                                 | Uganda                                                                | Amichevole                                                            | -                                                                     |                                                                       |
| 18-6-2023                                                             | Douala                                                                | Uganda                                                                | 1 – 2                                                                 | Algeria                                                               | Qual. Coppa d'Africa 2023                                             | 1                                                                     | 46’                                                                   |
| 7-9-2023                                                              | Marrakech                                                             | Niger                                                                 | 0 – 2                                                                 | Uganda                                                                | Qual. Coppa d'Africa 2023                                             | -                                                                     | 59’                                                                   |
| 17-11-2023                                                            | Berkane                                                               | Guinea                                                                | 2 – 1                                                                 | Uganda                                                                | Qual. Mondiali 2026                                                   | 1                                                                     | 88’                                                                   |
| 21-11-2023                                                            | Berkane                                                               | Somalia                                                               | 0 – 1                                                                 | Uganda                                                                | Qual. Mondiali 2026                                                   | -                                                                     | 88’                                                                   |
| 22-3-2024                                                             | Marrakech                                                             | Comore                                                                | 4 – 0                                                                 | Uganda                                                                | Amichevole                                                            | -                                                                     | 67’                                                                   |
| 26-3-2024                                                             | Marrakech                                                             | Uganda                                                                | 2 – 2                                                                 | Ghana                                                                 | Amichevole                                                            | -                                                                     |                                                                       |
| 7-6-2024                                                              | Kampala                                                               | Uganda                                                                | 1 – 0                                                                 | Botswana                                                              | Qual. Mondiali 2026                                                   | -                                                                     | 71’                                                                   |
| 10-6-2024                                                             | Kampala                                                               | Uganda                                                                | 1 – 2                                                                 | Algeria                                                               | Qual. Mondiali 2026                                                   | -                                                                     | 57’                                                                   |
| Totale                                                                |                                                                       | Presenze                                                              | 29                                                                    |                                                                       | Reti                                                                  | 9                                                                     |                                                                       |

## Palmarès

### Nazionale
- Coppa CECAFA: 1

2019